# Pseudeurostus bordei
Pseudeurostus bordei is een keversoort uit de familie klopkevers (Ptinidae). De wetenschappelijke naam van de soort werd in 1921 gepubliceerd door Sainte-Claire Deville.